# Otto Kirchner (Maler)
Otto Kirchner (* 15. März 1887 in Eckartshausen (Werneck); † 1960 in München) war ein deutscher Bildnis- und Genremaler.
Kirchner begann seine künstlerischen Studien 1908/09 an einer privaten Zeichenschule in Düsseldorf, bildete sich 1910/11 in Italien weiter und studierte schließlich an der Akademie der Bildenden Künste München von 1912 bis 1914 bei dem damals zuständigen Maler für das religiöse Fach, Martin Feuerstein. Kirchner malte nach 1918 vorwiegend kleinformatige Genrebilder wie Alter Mann beim Lesen des Briefes mit Schreibfeder hinter dem Ohr, Porträt eines sitzenden Bauern in der Tracht, Lesender Kardinal oder Weintrinker mit Zigarre. Seine Gemälde wurden u. a.  im Münchner Glaspalast ausgestellt.